# Лінда Гордон
Лінда Гордон (англ. Linda Gordon) — американська історикиня. Лауреатка премії Антоновичів за книгу «Козацькі повстання: соціальний неспокій в Україні XVI століття» (Cossack Rebellions: Social Turmoil in the Sixteenth-century Ukraine).

## Життєпис
Народилася в Чикаго. Навчалася в Свортморському коледжі, здобула докторський ступінь з російської історії в Єльському університеті. В 1968—1984 рр. викладала в Массачусетському університеті в Бостоні, в 1984—1999 рр. в Університеті Вісконсин-Медісон. Від 1999 року викладає історію в Нью-Йоркському університеті.

## Книги
- Cossack Rebellions: Social Turmoil in the Sixteenth-century Ukraine, SUNY Press, 1983. ISBN 978-0-87395-654-3 [1]
- Woman's Body, Woman's Right: the History of Birth Control in America, Viking/Penguin 1976. ISBN 978-0-14-013127-7 [2]
- The Moral Property of Women, University of Illinois Press 2002 ISBN 0-252-02764-7 [3]
- Heroes of Their Own Lives: the Politics and History of Family Violence: Boston, 1880—1960, Viking/Penguin 1988, reissued by the University of Illinois Press 2002. ISBN 978-0-252-07079-2 [4]
- Pitied But Not Entitled: Single Mothers and the History of Welfare, Free Press 1994, Harvard University Press 1995. ISBN 978-0-674-66982-6[5]
- The Great Arizona Orphan Abduction, Harvard University Press 1999. ISBN 0-674-36041-9[6]
- Dorothea Lange: A Life Beyond Limits, W. W. Norton 2009. ISBN 978-0-393-05730-0[7]
- Impounded: Dorothea Lange and the Censored Images of Japanese American Internment in World War II, W. W. Norton 2006. ISBN 0-393-06073-X [8]